# One Broken Heart for Sale
"One Broken Heart for Sale" ("Un corazón roto en venta") es una canción grabada y popularizada por Elvis Presley, compuesta por Otis Blackwell y Winfield Scott. La misma fue utilizada como parte de la banda sonora de la película "It Happened at the World's Fair" ("Sucedió en la feria mundial"). El sencillo fue certificado como disco de oro por la RIAA en 1992 durante la entrega de 110 discos de oro y platino, la mayor ceremonia de premiación de la historia.

## Grabación
Elvis grabó la canción el 22 de septiembre de 1962 en los estudios Radio Recorders de Hollywood, California. La toma # 5 se extrajo para confeccionar el máster de un sencillo y la # 1 fue la que se usó para la banda sonora de la película, la cual contaba con un verso extra y casi un minuto de duración adicional.

## Edición
La compañía RCA editó en formato sencillo a One Broken Heart for Sale como cara A conjuntamente con el tema "They Remind Me Too Much Of You" en la cara B. Asimismo la canción formó parte del álbum correspondiente a la banda sonora de la película It Happened at the World's Fair y a diversos álbumes compilados, entre ellos Mahalo from Elvis

## Músicos de la sesión
Elvis Presley - voz
Scotty Moore,  “Tiny” Timbrell y Billy Strange - guitarras
Don Robertson - piano
Dudley Brooks - órgano
Clifford Scott - saxofón y clarinete
D.J. Fontana y Frank Carlson - batería
The Jordanaires . coros

## Lírica
De manera irónica y metafórica, el protagonista de la letra se pregunta quién quiere comprar el corazón roto de un amante que está a la venta. Paralelamente se excusa acerca de si se lo ha visto llorando como un niño, ya que ese es el estado en que ha quedado luego de que su interés amoroso lo rechazara. Acorde a lo que el depresivo protagonista deja saber, la muchacha que lo rechazó no le prestó atención a sus sentimientos y lo tomó como si estuviese jugando con ella, y ante ello él se siente que es más desafortunado que otros muchachos y que pondrá un letrero que diga que su corazón está a la venta solo por el precio de un centavo, "Some guys have all the luck, my heart hasn't any, I think I'll paint a sign, - For sale for a penny" ("Algunos muchachos tienen toda la suerte, pero mi corazón no tienen ninguna. Creo que pintaré un cartel - En venta por un centavo") 
| Who wants to buy a heart One broken lover's heart One broken heart for sale Well, excuse me if you see me crying like a baby Since she rejected me There's nothing left to save meHey Cupid, where are you? My heart is growing sadder That girl rejected me Just when I thought I had her | Quién quiere comprar un corazón Un corazon roto de un amante Un corazon destrozado para la venta Discúlpame si me has visto llorando como un bebé Desde que ella me rechazó Ya no queda nada para salvarmeHey Cupido ¿Dónde estás? Mi corazón está creciendo más triste La chica me rechazó justo cuando yo pensaba que la tenía Quien quiere comprar un corazón |

## Recepción
El tema logró las primeras posiciones en varias listas europeas y alcanzó en los Estados Unidos el puesto # 11 en el Billboard Hot 100 manteniéndose allí durante En la lista del Billboard Hot R&B alcanzó el puesto # 21 y se mantuvo allí durante cuatro semanas consecutivas.

## Listas
| Listas (1962)                     | Posiciones alcanzadas |
| --------------------------------- | --------------------- |
| Alemania (Official German Charts) | 23                    |
| Bélgica (Ultratop 50 Wallonia)    | 50                    |
| Bélgica (Ultratop 50 Flandes)     | 9                     |
| Irlanda (IRMA)                    | 5                     |
| Noruega (VG-lista)                | 2                     |
| UK Singles Chart                  | 12                    |
| US Billboard Hot R&B              | 21                    |
| US Billboard Hot 100              | 11                    |